# Тумурбулаг
Тумурбулаг (монг.: Төмөрбулаг) — сомон аймаку Хувсгел, Монголія. Площа 2,4 тис. км², населення 3,8 тис. чол. Центр сомону селище Жаргалант лежить за 737 км від Улан-Батора, за 75 км від міста Мурен.

## Рельєф
На півночі хребти Ерчим (2471 м), на півдні хребти Булнай, а решта частин долини річок Селенга та Делгер.

## Клімат
Клімат різко континентальний. Щорічні опади 320—420 мм, середня температура січня −24°С, середня температура липня +16°С.

## Природа
Водяться корсаки, манули, дикі кабани, козулі, вовки, лисиці, тарбагани. Багато лікарських рослин та ягід.

## Корисні копалини
Сомон багатий на кам'яне вугілля, хімічну та будівельну сировину.

## Соціальна сфера
Школа, больница, сфера обслуживания, туристичні бази.